# Лиман (пароход, 1827)
«Лиман» — колёсный пароход купца М. Ш. Серебряного, проданный в Дунайскую флотилию, а затем переданный Черноморскому флоту Российской империи.

## Описание парохода
Колёсный пароход, водоизмещением 251 тонн. Длина парохода составляла 28,2 метра, ширина — 6,1 метра, осадка по сведениям из различных источников составляла от 2,06 до 2,6 метра. На пароходе был установлен один медный паровой котёл и паровая машина завода Берда мощностью 40 номинальных л. с. Скорость парохода достигала 5,5 узлов.

## История
Пароход был построен в Николаеве в 1827 году по заказу купца М. Ш. Серебряного. Строительство вёл корабельный инженер Н. А. Бухтеев. 
В 1829 году был куплен Военным ведомством и вошёл в состав в Дунайской транспортной флотилии, а в 1831 году передан Черноморскому флоту.
По окончании службы в 1844 году пароход «Лиман» был разобран.

## Командиры парохода
Командирами парохода Лиман в составе Российского императорского флота в разное время служили:
- капитан-лейтенант А. И. Швенднер[6].